# Grupptalan
Grupptalan eller grupprättegång är en speciell typ av rättegång där talan förs av en person, käranden, som företrädare för flera personer med rättsverkningar för dem, trots att de inte är parter i målet.

## Grupptalans funktioner
En grupptalan har en konfliktlösande och handlingsdirigerande funktion, som syftar till att ge de materiella reglerna ökad genomslagskraft. Om rättegången avgörs till kärandens förmån och denne får sin skada ersatt så får domen en reparativ effekt. För svaranden som förlorar får processen en preventiv effekt. Rättsinstitutets funktioner är alltså att det verkar både reparativt och preventivt samt bidrar till ett förbättrat rättsskydd. 
Ytterligare funktioner är att grupptalan har processekonomiska fördelar och ger prejudikatsskapande effekter.

## Fördelar med grupptalan
Fördelarna med att välja en grupptalan framför en individuell process är följande. 
1. Balansen mellan parterna förbättras. Förbättringen är ekonomisk, kunskapsmässig och psykologisk. Rättegångskostnaderna fördelas på fler kärande.
2. Risken för dåligt underbyggda processer minskar eftersom käranden utsätts för viss granskning.
3. Svarandens benägenhet att rätta sig efter domen ökar eftersom han måste räkna med att åtminstone någon i gruppen kommer att se till att domen verkställs.
4. Käranden får ett bättre läge vid förhandlingsbordet. Vid behov av prejudikat minskar risken för att svaranden köper ut käranden och därmed förhindrar prejudikatbildning på området.
5. Grupptalan väcker större uppmärksamhet i massmedia än individuell process och chanserna till politiskt eller massmedialt tryck mot förändringar de lege ferenda till stöd för konsumentkollektivet ökar.
6. Svaranden kan på grund av det massmediala tryck som följer med en grupprättegång känna sig tvingad att ingå förlikning.
7. Största nackdelen för en svarande är att mycket sätts på spel eftersom rättegången kan handla om betydande belopp.

## Nackdelar med grupptalan
1. Processen blir mer komplicerad genom att domstolen måste ta hänsyn till fler intressenter.
2. Domen och den individuella gottgörelsen fördröjs.
3. Gruppmedlemmar får begränsade möjligheter att påverka processen.
4. Det blir svårt för käranden att träffa en individuell förlikning då en sådan förutsätter domstolens godkännande.
5. Eftersom tvistemålets värde som regel kommer att bli högre så kommer motståndet från motparten att bli större. Svaranden kommer då antagligen att bli mindre medgörlig vid förlikningsförhandlingar och streta mot kraftigare i processen eftersom denna kommer att gälla betydande värden.

## Vad är en grupptalan?
Grupptalan är en representativ taleform som innebär att en rättegång förs av en representant från en grupp för gruppens räkning. Det finns ingen vedertagen definition för grupptalan. En grupptalan (grupprättegång) föreligger när en kärandeutan uppdrag för talan till förmån för en i processen angiven grupp, vars medlemmar träffas av domens rättskraft trots att de inte är parter i målet. Det behöver inte vara en representant utan det kan vara flera. Det viktigaste är att processen gäller en grupp, vars medlemmar inte uppträder som parter i rättegången. Talan förs utan rättegångsfullmakt.
Medlemskap i gruppen kan bestämmas på i huvudsak två olika sätt;
a) gruppen utgörs av de personer som anmäler till domstolen eller grupprepresentanten att de vill ingå i gruppen och därmed omfattas av talan(s.k. opt in) eller;
b) gruppen utgörs av de personer som faller inom kärandens gruppbeskrivning och omfattas därmed automatiskt av talan. Till detta förfarande fogas en rätt att begära sitt utträde ur gruppen vilket medför att personen som begär ett utträde ur gruppen inte omfattas av domens rättskraft.
Oavsett vilken modell som används för gruppens bestämning kan processen sägas vila på ett samtycke från gruppmedlemmarna. Väljer man opt in uttrycks samtycke explicit och begär inte en person sitt utträde ur gruppen (dvs.gruppmedlemmen använder sin rätt till opt out) så föreligger ett tyst samtycke. Talan måste dessutom föras ”till förmån för gruppen”. Kärandens yrkande i målet måste inbegripa alla gruppmedlemmar. Vidare skall gruppens medlemmar omfattas av domens rättskraft.

## Grupprättegångar i andra länder
Grupptalan kan sedan den 1 oktober 2007 väckas i Finland.
Talan är dock annorlunda utformad genom att talan alltid måste väckas av Konsumentombudsmannen som sedan biträder parterna under rättegången. Talan måste väckas vid endera av tingsrätterna i Åbo, Vasa. Kuopio, Helsingfors, Lahtis eller Uleåborg.
I USA har förekommit och pågår ett flertal grupprättegångar varav några är.
- Royal Bank of Canada ./. Lehman Brothers[2]
- en grupp köpare av insektsmedel ./. Monsanto Company vid en lokal domstol i östra distriktet av Missouri, USA [3]
- en grupp konsumenter ./. Apple och AT&T har beviljats rätt att föra grupptalan av en federal domare i norra distriktet av Kalifornien.[4]

## Grupprättegångar i Sverige
Grupprättegång infördes i Sverige den 1 januari 2003 då lagen (2002:599) om grupprättegång trädde i kraft. Det traditionella sättet i Sverige att hantera krav från en grupp av privatpersoner är pilotfall, där en organisation såsom exempelvis en fackförening eller Konsumentverket stöder en person som har ett typiskt och lämpligt fall med juridiskt stöd och rättegångskostnader, och fallet kan sedan vara prejudikat för andra fall.
Med gruppen avses de personer för vilka käranden för talan. En rättegång där grupptalan förs kallas grupprättegång. En grupprättegång får avse anspråk som kan tas upp av allmän domstol enligt reglerna i rättegångsbalken om tvistemål. 
En grupprättegång kan också föras enligt särskilda bestämmelser i miljöbalken.
Med grupptalan avses en talan som en kärande för som företrädare för flera personer med rättsverkningar för dem, trots att de inte är parter i målet. Grupptalan kan väckas som enskild grupptalan, organisationstalan eller offentlig grupptalan.

- Enskild grupptalan får väckas av en fysisk eller juridisk person som själv har ett anspråk som omfattas av talan.[8]
- Organisationstalan får väckas av en ideell förening som i enlighet med sina stadgar tillvaratar konsument- eller löntagarintressen i tvister mellan konsumenter och en näringsidkare om någon vara, tjänst eller annan nyttighet som näringsidkaren erbjuder till konsumenter.[9]
- Offentlig grupptalan får väckas av en myndighet som med hänsyn till vad tvisten rör är lämpad att företräda gruppmedlemmarna. Regeringen bestämmer vilka myndigheter som får väcka offentlig grupptalan.[10]

Konsumentombudsmannen (KO) kan ibland hjälpa en grupp konsumenter som har en tvist med en näringsidkare.
- Grupptalan mot Skandia har nått viss framgång sedan skiljedom meddelats.[12]

- Grupptalan mot Salus Ansvar som bildats som en förening har beslutat att inte väcka talan och att upplösa föreningen under 2009.[13]

- Grupptalan för privatimport inom EU har väckt talan mot Svenska staten och begärt skadestånd för att staten hindrat direktimport av sprit, vin och öl.[14]

- Grupptalan mot Sveriges Lanbruksuniversitet (SLU) blev en framgångsrik talan där Uppsala tingsrätt tillerkände 44 kvinnor 35 000 kronor vardera[15] i dom meddelad 2009-03-30.

- Grupptalan mot Acta har bildats som förening och beslut har fattats om att väcka grupptalan mot kapitalförvaltaren Acta för att Acta underlåtit att ge sina kunder fundamental information om riskexponeringen. Som emittent av obligationen valde Acta/Kaupthing  Lehman Brothers.[16] Mot Acta riktas även kritik för överdrivna uttag för kostnader vilket mjölkar småsparare.[17] Acta har vid ett antal prövningar inför ARN förklarats icke vårdlös i sin rådgivning.[18]

- Föreningen Väsbybor mot Flygbuller har vid Miljödomstolen 2006 väckt talan mot Luftfartsverket för att minska flygbullret från flygningar över Upplands Väsby till Arlanda flygplats.[19] Detta har runnit ut i sanden. Luftfartsverket överklagade rätten för föreningen att driva en grupptalan.[20]

- Konsumentombudsmannen företräder konsumenter i en grupptalan vid Allmänna reklamationsnämnden som rör fjärrvärmeleverans.[21]